# マイルス・デイヴィス
マイルス・デイヴィス（英語: Miles Davis、本名：マイルス・デューイ・デイヴィス3世（英語: Miles Dewey Davis III）、1926年5月26日 - 1991年9月28日）は、アメリカ合衆国出身のジャズトランペット奏者、作曲家、編曲家。アルバム『ウォーキン』『カインド・オブ・ブルー』『ビッチェズ・ブリュー』など多くの作品で知られている。日本には彼を「モダン・ジャズの帝王」と呼ぶジャズ・ファンやジャズ評論家もいる。いわゆるジャズの巨人の一人。クール・ジャズ、ハード・バップ、モード・ジャズ、エレクトリック・ジャズ、クロスオーバー、ヒップホップ・ジャズなど、時代に応じて様々な音楽性を見せ、ジャズ界を牽引した。

## 来歴

### 出生 - 1940年代

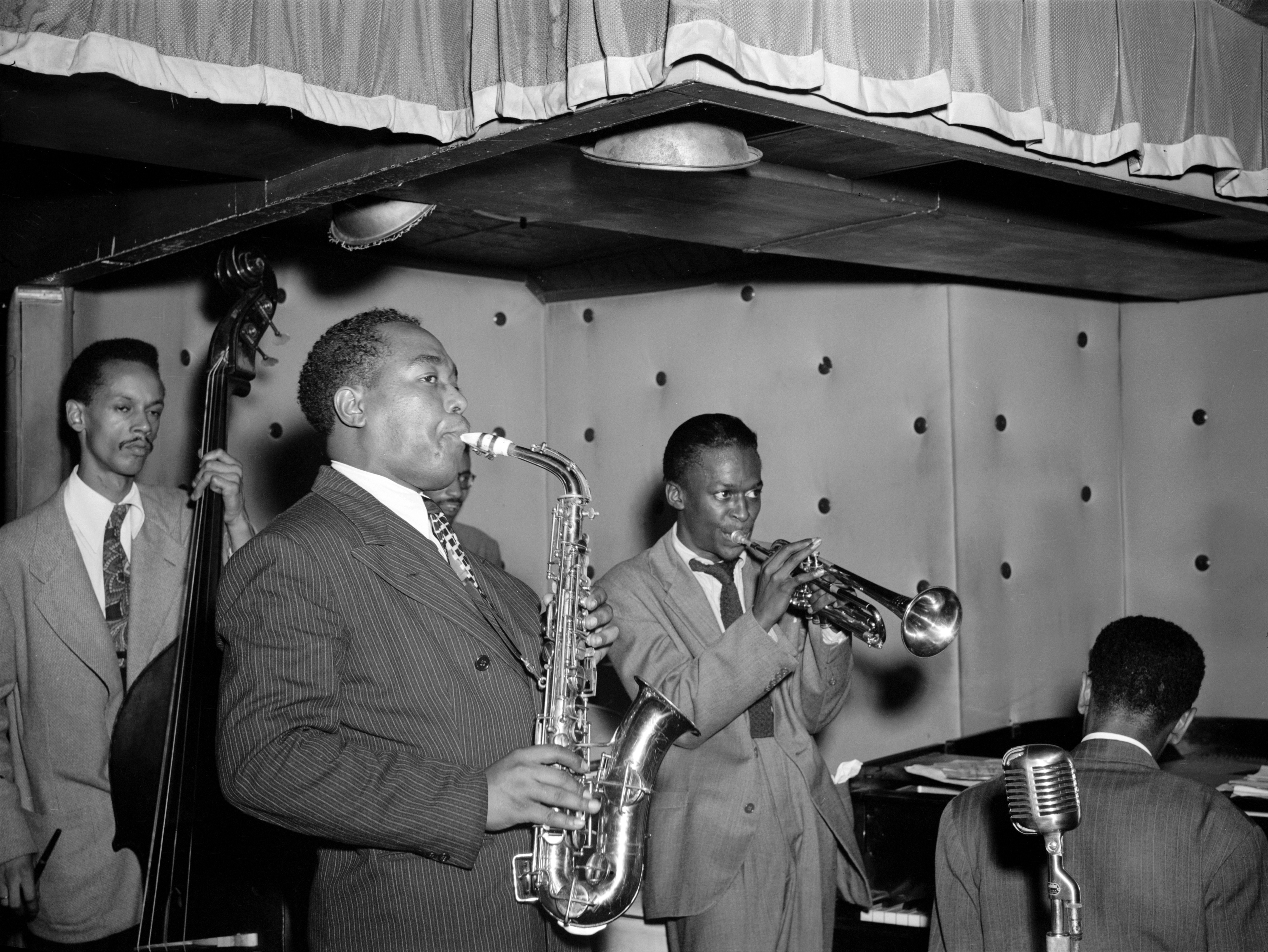
1947年 (中央)

イリノイ州オールトン生まれ。翌年にイーストセントルイスへ転居。祖父はアーカンソー州に広い土地を持ち（マイルスの父によると「複式簿記ではアーカンソーで右に出る者はいないといわれた人で、白人たちが帳簿を直してもらいに夜陰に乗じてやってきた」という）、父は音楽家を志望していたほど音楽に造詣の深い歯科医、母はピアノとヴァイオリンをマスターし、教会でオルガンの教師をしたこともあり、姉も家でピアノを弾くという裕福かつ音楽と身近な環境で育った。13歳の誕生日に父親からトランペットをプレゼントされ、演奏を始める。高校在学中の15歳のときにユニオン・カードを手に入れ、セントルイスのクラブに出演するようになる。当時のセントルイスにはアフリカ系アメリカ人の労働者の居住区が多く、ジャズライブが定期的に行われていた。そのためマイルスは多数のジャズプレイヤーを見て学んでいた。
母にプロのミュージシャンになるのに反対されていたが、16歳のころ、アイリーン・バースという少女を妊娠させ、マイルスにとって最初の結婚をし、その生活費を稼ぐ名目で音楽活動をある程度許されるようになった。
18歳のころ、マイルスは、セントルイスにビリー・エクスタインのバンドが来たとき、病気で休んだ第3トラッペッターの代役を務め、チャーリー・パーカー、ディジー・ガレスピーとの共演を果たした。このときのことをマイルスは「バードとディズの演奏を聴いてても何が何だかさっぱりわからなかった」と語っている。彼はその後直ぐにニューヨークに出てジュリアード音楽院に入学（その後、中退）。間もなくパーカーを探し当て、1年間同じ部屋で暮らしながら演奏を共にする。
1945年、ライオネル・ハンプトンのバンドに所属していたハービー・フィールズの録音に参加。公式な初レコーディングである。1947年には、パーカーやマックス・ローチのサポートを得て、初のリーダー・セッションを行う。
パーカーの元でのビバップからキャリアは始まったが、マイルスは新たな可能性を求め、1948年に編曲家のギル・エヴァンスやジェリー・マリガンらと出会う。ギルの協力を得て、後のウェスト・コースト・ジャズの興盛に多大な影響を与えた『クールの誕生』を制作。スイング時代に意欲的な活動を繰り広げたピアニスト兼バンドリーダーのクロード・ソーンヒルの音楽から受けた影響を発展させたものだった。その後もギルとは度々共同制作を行う。

### 1950年代

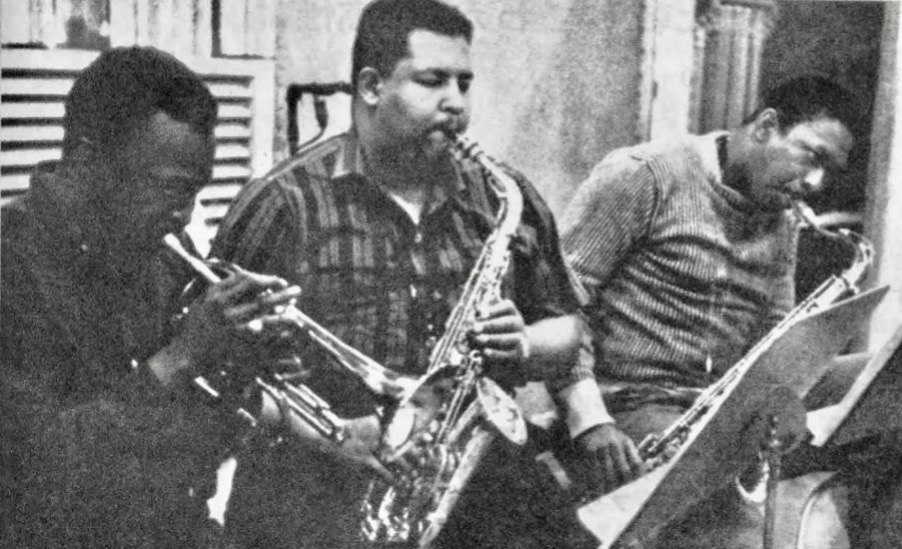
左からマイルス・デイヴィス、キャノンボール・アダレイ、ジョン・コルトレーン。アルバム『マイルストーンズ』（1958年）のレコーディング時の写真。

1950年代に入ると、J・J・ジョンソン、ソニー・ロリンズ、ホレス・シルヴァー、ジョン・ルイス、アート・ブレイキーなどと共演するが、麻薬の問題で一時演奏活動から遠ざかる。しかしマイルスは立ち直り、1954年プレスティッジ・レコードから発表した『ウォーキン』は高く評価され、ハード・バップのトップ・アーティストとしての地位を固める。1954年12月24日にはアルバム『マイルス・ディヴィス アンド モダン・ジャズ・ジャイアンツ』でセロニアス・モンクと共演する。両者は音楽に対する考え方が相容れなかったとされ、この共演は俗に「喧嘩セッション」と呼ばれていた。しかし実際の所、このセッションは演出上マイルスが吹くときにはモンクに演奏しないよう、マイルスが指示したというだけである。
1955年、ジョン・コルトレーン、レッド・ガーランド、ポール・チェンバース、フィリー・ジョー・ジョーンズのメンバーで、第1期クインテットを結成。同年、ニューポート・ジャズフェスティバルにおいて、チャーリー・パーカー追悼のために結成されたオールスター・バンドに参加。このときの演奏がきっかけとなりコロムビア・レコードと契約。1956年に移籍第1作『ラウンド・アバウト・ミッドナイト』発表。その一方で、プレスティッジとの間に残された契約を済ませるために、アルバム4枚分のレコーディングをたった2日間で行った。24曲、すべてワンテイクであったといわれる。俗に「マラソン・セッション」と呼ばれるが、連続した2日間ではなく、2回のセッションの間には約5か月のブランクがある。これらの演奏は『ワーキン』『スティーミン』『リラクシン』『クッキン』の4枚のアルバムに収録され、プレスティッジはこの4枚を毎年1枚ずつ4年かけて発売した。また、1957年にはパリに招かれ、ルイ・マル監督の映画『死刑台のエレベーター』の音楽を制作した。映画のラッシュ・フィルムを見ながら即興演奏で録音したというのが伝説になっている。
1958年にはキャノンボール・アダレイを加えて、バンドはセクステット（6人編成）になる。同年にはキャノンボールの『サムシン・エルス』に参加。また、レッド・ガーランドが退団したため、ピアノにビル・エヴァンスを迎える。ビルはバンドにクラシック音楽（特にラヴェル、ラフマニノフ）の要素を持ち込みマイルスに影響を与えたが、7か月余りで脱退。ウィントン・ケリーが代わって参加した。
1959年代表作の一つ『カインド・オブ・ブルー』を制作。その際にはビルを特別に呼び戻した。この作品でマイルスは、これまでのコード進行に頼る楽曲ではなくスケール（音列）を指標とした手法、いわゆるモード・ジャズの方法論を示した。この作品は革新的である以上に演奏の完成度が非常に高い。

### 1960年代

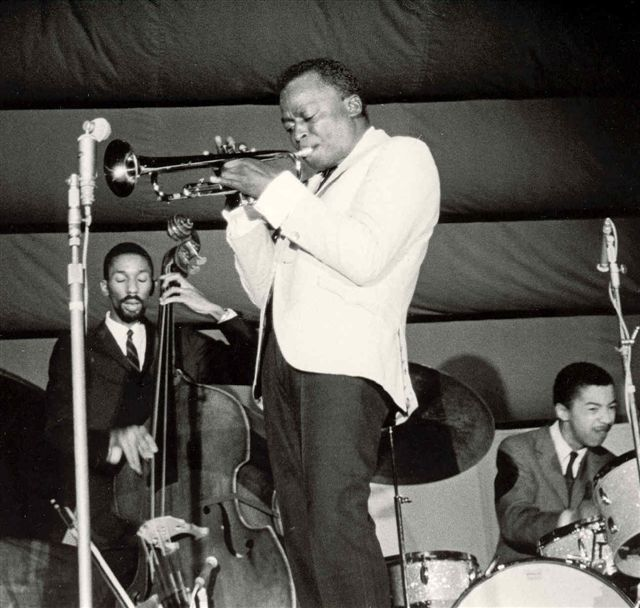
1963年

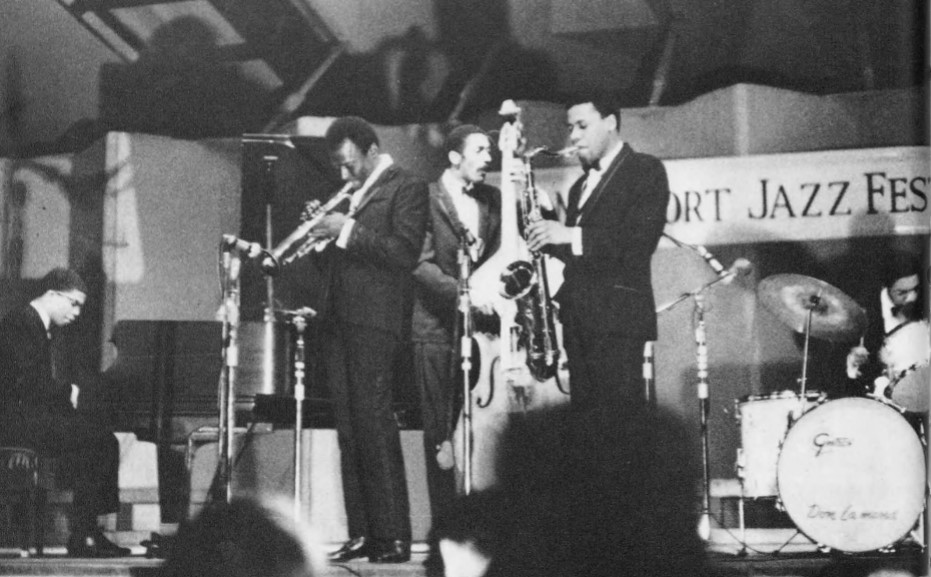
左からハービー・ハンコック、マイルス・デイヴィス、ロン・カーター、ウェイン・ショーター、トニー・ウィリアムス。1967年7月2日、ニューポート・ジャズ・フェスティバルにて。

1960年にジョン・コルトレーンがグループを脱退、他のメンバーも随時交替する。ここからしばらくメンバーは固定されず（この時期ソニー・スティット、ソニー・ロリンズ、J・J・ジョンソンらと再び共演している）、作品的にも目立ったものは少なく、ライブレコーディングが中心となっていく。1963年ジョージ・コールマン、ハービー・ハンコック、ロン・カーター、トニー・ウィリアムスがグループに参加。ほどなくサックスのコールマンがサム・リヴァースに変わる。
1964年7月10日から16日にかけて、東京都、大阪市、京都市、名古屋市、札幌市で「第1回世界ジャズ・フェスティヴァル」が開催。マイルスは同フェスティヴァルに出演するため初来日した。同年秋にはウェイン・ショーターを迎え、マイルス、ウェイン、ハービー、ロン、トニーという第2期クインテットが確立。1968年前半までこのメンバーで活動した。途中マイルスが健康状態の悪化で活動の休止を余儀なくされる時期もあり、録音された作品はあまり多くは無かったが『E.S.P.』『マイルス・スマイルズ』『ソーサラー』『ネフェルティティ』など優れたスタジオ・アルバムと数枚のライブ・アルバムを発表した。特に前述の4作品は60年代4部作と呼ばれ、50年代のマラソンセッション4部作と並んで人気が高い。演奏面でも作曲面でも4ビートスタイルのジャズとしては最高水準まで昇りつめた5人は、「黄金クインテット」と呼ばれる。マイルス自身もこのクインテットを「偉大なバンド」と評しており、4人から学んだことも多かったと語っている。
1968年、8ビートのリズムとエレクトリック楽器を導入した、『マイルス・イン・ザ・スカイ』を発表。この年の後半には、リズム・セクションがチック・コリア、デイヴ・ホランド、ジャック・ディジョネットに交替。このメンバーによる録音は長らく公式には発表されなかったため、ファンの間では「幻のクインテット」「ロスト・クインテット」と呼ばれていたが、マイルスの死後1993年になってようやくライブ盤『1969マイルス』が発表され、黄金クインテットに劣らない高水準の演奏がようやく日の目を見ることになった。
1969年7月、ジョー・ザヴィヌル、ジョン・マクラフリンの参加を得て、『イン・ア・サイレント・ウェイ』を発表。

### 1970年代

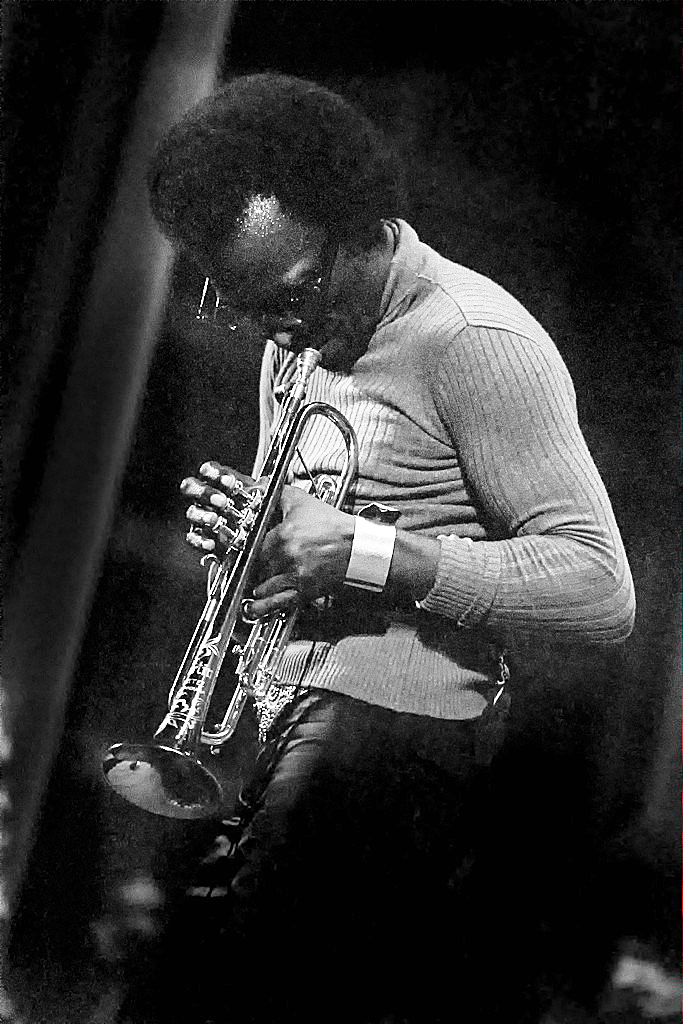
1971年

1970年3月、LP2枚組の大作『ビッチェズ・ブリュー』を発表した（録音は1969年8月）。3人のキーボード、ギター、ツイン・ドラムとパーカッション、という大編成バンドでの演奏で、重厚なリズムとサウンドは70年代のジャズの方向性を決定づけた。この時期、マイルスはジェームス・ブラウンやスライ・ストーン、ジミ・ヘンドリックスなどのアルバムを好んで聴いていたと伝えられており、そのファンクやロックの要素を大胆にジャズに取り入れた形となった。
1970年代に入るとマイルスはファンク色の強い、よりリズムを強調したスタイルへと発展させ、ジャズ界でブームとなりつつあったクロスオーバーとは一線を画する、ハードな音楽を展開する。マイルスのエレクトリック期とは、この時期を指すことが多い。マイルスは、次々にスタイルを変えながらスタジオ録音とライブを積極的に行ったが、公式発表された音源は必ずしも多くはなく、後に未発表音源を収録した編集盤が多く発売されることになる。
1972年、公式に発表した『オン・ザ・コーナー』は、ファンクを取り入れたことが話題となる問題作であった。しかし、クロスオーバー・ブームで、かつてのメンバーのハービー・ハンコックやチック・コリアなどがヒット作を出す一方で、こういったマイルスの音楽はセールス的には成功とはいえなかった。
1973年と1975年に来日しツアーを行う。この頃から健康状態が悪化。
1975年2月1日、大阪フェスティバルホールで行われた昼・夜公演を最後に、以降は長い休息期間となる。
なお、本公演を収録したライブアルバム『アガルタ』（昼公演）と『パンゲア』（夜公演）は同年8月に発表された。

### 1978年（一時引退時期）
1978年3月2日、コロムビアのニューヨーク・スタジオにて、ギタリストのラリー・コリエル、ベーシストのT.M.スティーヴンス、ピアニストの菊地雅章とジョージ・パヴリス、ドラマーのアル・フォスターがレコーディング・セッションに参加。この時の音源は長らく公式に発表されていないが、2010年頃から非公式で出回っている。

### 1980年代

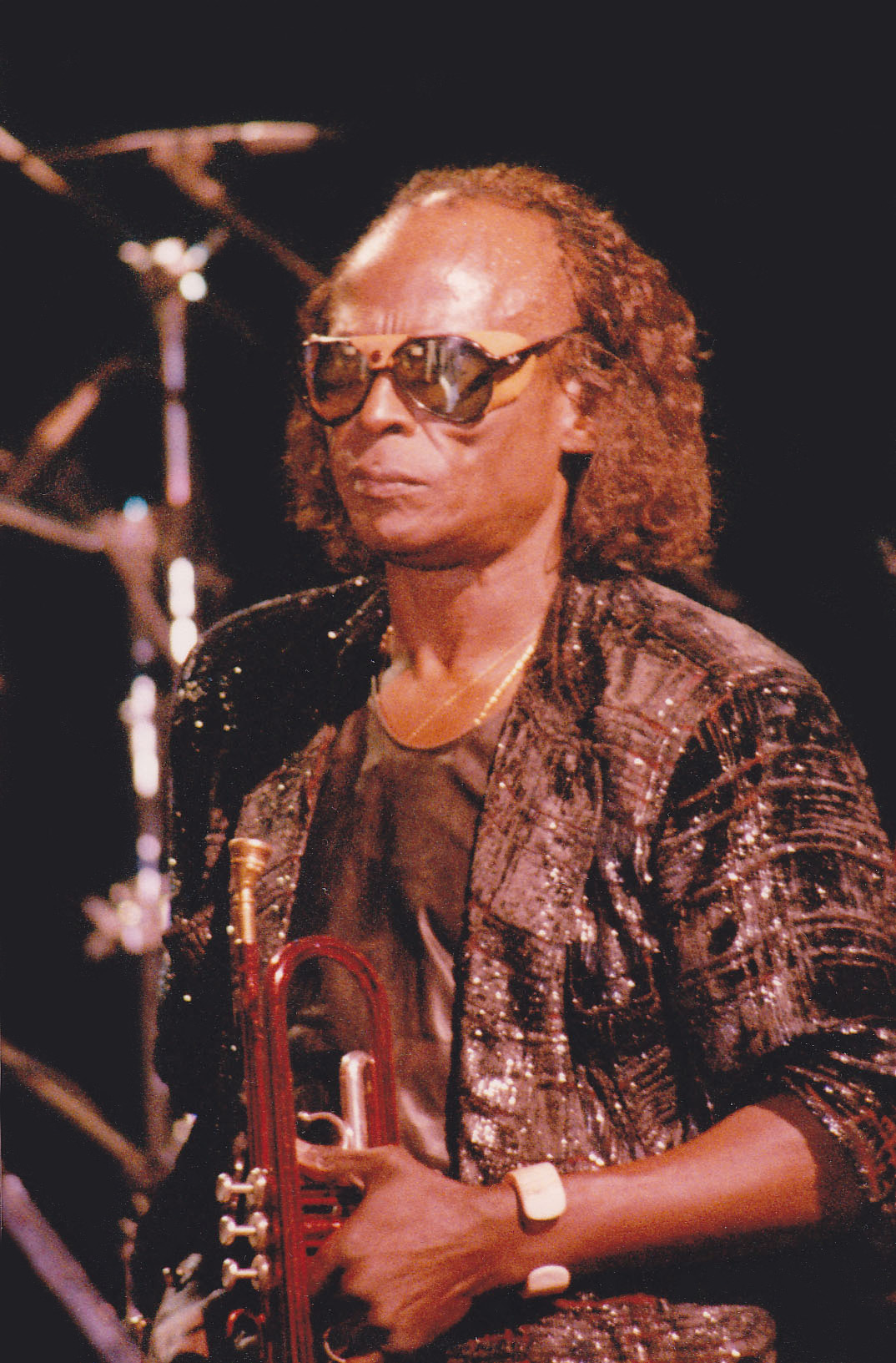
1987年

1980年に活動再開。ドラムのアル・フォスター以外はビル・エヴァンス（サックス）、マイク・スターン、マーカス・ミラーなど、当時それほど有名ではなかったフュージョン系の若手がメンバーとなった。1981年に復帰作『ザ・マン・ウィズ・ザ・ホーン』制作。10月には新宿西口広場（現在の東京都庁）で来日公演を行った。この模様は、後日NHKテレビで放映され、ライブ盤『ウィ・ウォント・マイルス』にはその一部が収録されている。以降、1983年、1985年、1987年、1988年、1990年と度々来日した。
1980年代はフュージョン、ポップ・ジャズ色を強め、アルバム『ザ・マン・ウィズ・ザ・ホーン』（1981年）や『スター・ピープル』（1983年）はメンバーや楽曲ともにフュージョンの割合が多い。1985年に制作された『ユア・アンダー・アレスト』ではマイケル・ジャクソンの「ヒューマン・ネイチャー」やシンディ・ローパーの「タイム・アフター・タイム」などを取り上げた。
1986年、長年在籍したコロンビアからワーナー・ミュージックへ移籍。同年発表の『TUTU』は、マーカス・ミラーのプロデュース（1曲のみジョージ・デュークのプロデュース）で、バンドを従えずあらかじめ出来上がったトラックの上にトランペットをかぶせるポップス・ミュージシャンのような制作スタイルを取り入れた。また、プリンスなどにも接近し、いくつかのセッションや録音をした他、ペイズリーパークでのプリンスのライブにゲスト出演している。また、コーポレート・ロックのTOTOによるアルバム『ファーレンハイト』にも、ゲストとして参加。以降も、チャカ・カーンやスクリッティ・ポリッティなど、ジャズ以外のジャンルの作品にも多くゲスト参加した。

### 1990年代

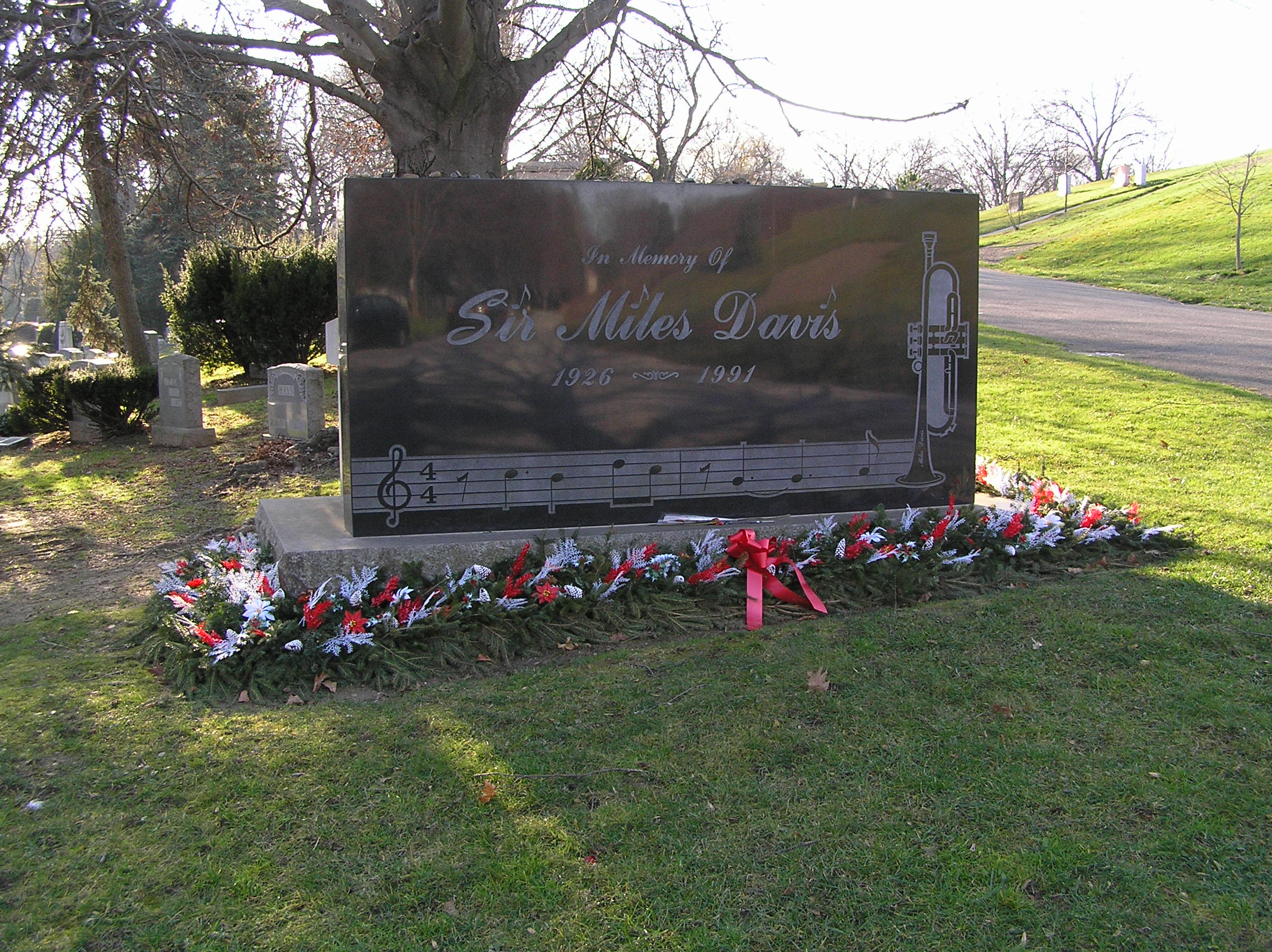
NYブロンクス区ウッドローン墓地にあるマイルスの墓

1990年には東京ドームにて行われたジョン・レノン追悼コンサートに出演し、ビートルズの「ストロベリー・フィールズ・フォーエバー」をカバーした。さらにヒップホップのミュージシャンであるイージー・モー・ビーをゲストに迎えた新アルバムの制作を開始。
1991年9月28日午前10時40分、肺炎と呼吸不全などの合併症のため、カリフォルニア州サンタモニカの病院で死去。65歳没。
そのため、この新アルバムはイージー・モー・ビーにより大きく手を加えられ、『ドゥー・バップ』（1991年）としてリリースされることとなる。ヒップホップ・ジャズとも言える本作は、黒人ラジオでオンエアされるなどリスナーの評価はよかったが、未完成ということもあり当時、評論家は批判的だった。
なお、マイルス亡き後も様々な音楽・評論・出版物などで引用・評価され、様々な賞を受賞し続けている。

## 音楽性
マイルスのトランペット・プレイは、ミュートを（1940年代後半〜1950年前半に使用したミュートは「カップ・ミュート」が中心で、「ハーマン・ミュート」を頻繁に使用するのは1950年代中頃から）使用し、自身の特性を考慮し、ヴィブラートをあまりかけず、跳躍の激しい演奏などといったテクニックにはあまり頼らない面が挙げられる。また、ディジー・ガレスピーのようなハイトーンを避け、中音域がトランペットにおいて最も美しい音が出る、として多用し、音から音へ移動する場合、半音階を用いている。なお、これらの奏法が「リリシズム」に例えられることがある。
作曲としては、1950年代中頃より「楽曲全体の構成」を重視した作品が多くなり、テーマの入り方にも趣向を凝らしたものが多くなった。また時にアドリブとは思えないような、尺（空間）を大胆に持たせ丁寧なメロディーラインを有したソロ演奏も見受けられた。キャノンボール・アダレイのアルバム『サムシン・エルス』の中の一曲「枯葉」における演奏は、これらの特徴が顕著に表れている。またこういった特徴と先述のミュート奏法から、1950 - 1960年代のバラードやスローテンポナンバーは総じて評価が高い。「楽曲全体の構成」に重きを置く彼の音楽性は、無駄な音を出さないという「空間性」にも繋がっていき、特にそれは後年になると音楽プロデューサー的な役割となって彼の音楽性に強く表れていった。
楽曲上の主な特徴は、初期においては、テーマの後、それぞれが順にソロ演奏を行い、その間バックアップとして呼応したり煽ることはあっても、アドリブ演奏を同時に2つ以上ぶつけることはせず、その後、再びテーマに戻って終わるといった、ジャズでの典型的なスタイルである。1960年代以降は、テーマに戻らずに終了する作品も見られる。また、1970年代以降のステージでは、トランペットの他に電気オルガンやシンセサイザーといったキーボードを演奏することもあった。
クラシックなどのアレンジも研究し、クール・ジャズや後の完全にアレンジされたジャズにおいて、その成果が発揮された。特に、マイルスが導入したスタイルにモード (旋法)・ジャズ(Modal Jazz)がある。これらは、チャーリー・パーカーらが創出したビバップに限界を感じ、コードが導入される以前の古い教会旋法を積極的に採りいれたアルバム『カインド・オブ・ブルー』で、モード・ジャズの発端を開いた。
他にも、ブルースやロック、はたまたヒップホップなども採り入れ、ジャズを超えた、様々なジャンルの音楽に注目していた。1960年代後半は、マイルス自身ロックなど電気楽器を取り入れた音楽にも強い関心を持っていた(70年代のキャリアに於けるマイルスのトランペットにもエレクトリック･サウンドへ対応するための改造が施され、ワウ・ワウ・ペダルを駆使した唯一無二のサウンド･スタイルを確立させたのは有名である)。ジェームス・ブラウン、スライ・ストーン、ジミ・ヘンドリックスの音楽を評価し、ジミとは共同で録音する計画まであった。ただ、ジミとの共演は非公式なセッションだけで終わった。プリンス作曲の「ジェイルバイト」の音源は、未発表のままとなっている。ただし、ブートというかたちでプリンスと共演したもう一つの作品「キャン・アイ・プレイ・ウィズ・ユウ」は出回っている。この曲は元々、アルバム『TUTU』に入る予定であったが、曲調が他の収録曲と合わないため外れた。また、『ユア・アンダー・アレスト』では、スティングがナレーションでゲスト参加し、マイケル・ジャクソンやシンディ・ローパー（「タイム・アフター・タイム」）のカバーも収録している。
音楽的には柔軟で先進的な姿勢を貫いたマイルスも、フリー・ジャズは演奏せず、オーネット・コールマンを批判したこともあった。

## 人物

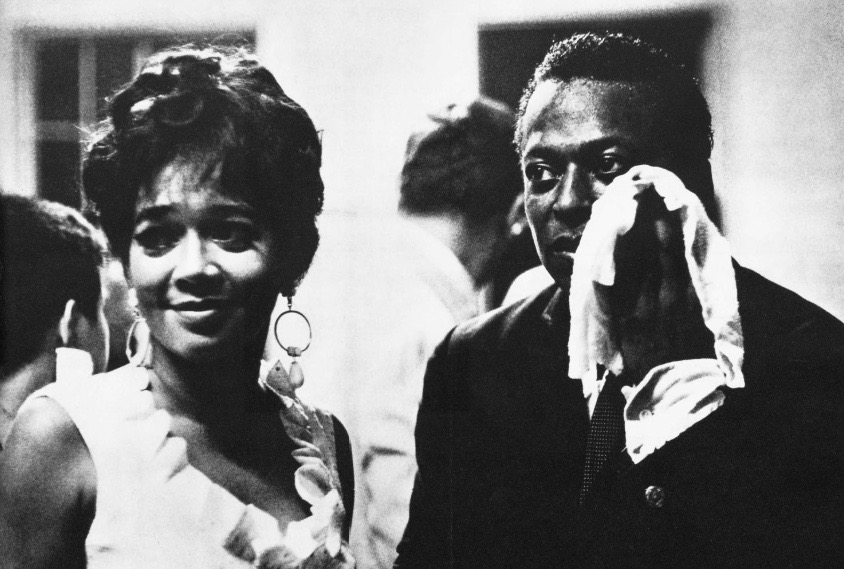
最初の妻、フランシス・テイラーとともに（1964年7月、日本）

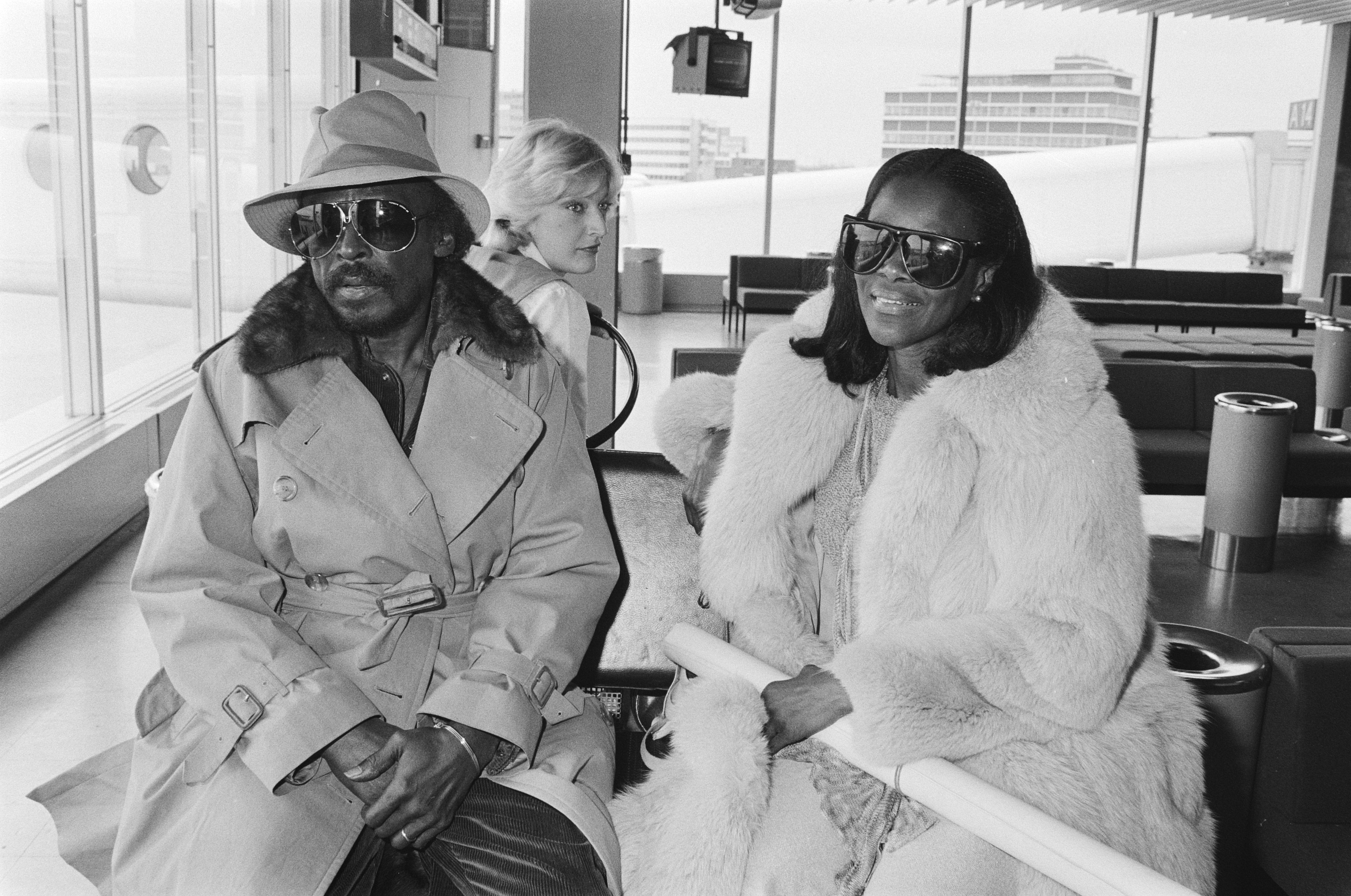
3番目の妻、シシリー・タイソンとともに（1982年4月、アムステルダム）

マイルスは、アメリカにおける人種差別問題には常に批判的であった。「白人によるアメリカ」を嫌悪しており「カストロはアメリカを批判するのに3日掛かると言ったが、俺なら2週間掛かる」と喧伝していた。マイルス自身も、人種差別の被害にあった経験があった。
また、「今生きている人間で最も大切な人を5人挙げてくれないか」とインタビューで聞かれ、「俺自身と弁護士のハロルド・ロベット、ギル・エヴァンスと妻のフランセス。あとの一人は50歳をこえたアメリカン・ニグロなら誰でもいい。みんな白人にひどい目に遭わされたのに我慢したからさ」と答えている。
しかし、音楽性の追求のためには人種は関係ないというスタンスを貫き通した。マイルスが一番の親友と称しているアレンジャー、ギル・エヴァンスには生涯に渡って強い影響を受けていた他、初期の名作『クールの誕生』にはリー・コニッツやジェリー・マリガンといった白人ミュージシャンを起用した。リー・コニッツを雇った際、当時主なマイルス音楽のリスナーだったアフリカ系アメリカ人層からは批判されたが、マイルスは「いいプレイをする奴なら、肌の色が緑色でも雇う」と発言したと伝えられている。
第1期クインテット時代に、一時的にビル・エヴァンスをバンド・メンバーに迎え入れ、ビルは音楽的には貢献をしたものの、客による白人バッシングに耐えきれず、わずか1年程度で脱退した。1960年代末のエレクトリック導入期には、ジョー・ザヴィヌルやジョン・マクラフリンの存在抜きには考えられないほど彼らの才能を評価していたし、その後もチック・コリアやキース・ジャレット、デイヴ・リーブマンなど多くの白人メンバーが在席した。唯一のアジア系人種として、ピアニストのケイ赤城が1989年から2年間レギュラー・メンバーとして活躍した。70年代後半の休養期にも、日本人ピアニスト菊地雅章が未発表セッションに参加していた。
速いものを好み常にフェラーリなどのスポーツカーを乗り回していた。また彼曰く最速のスポーツであることから、ボクシングをたしなんでいた。このスポーツカーへのこだわりは飛行機で移動すれば1時間のところを、クルマに乗ることに固執し、3時間かかってしまったことにも現れている。1980年の復帰以降は、絵を描くことに没頭し、『スター・ピープル』のジャケットは自分で描いている。

## バンドメンバー及びレコーディングメンバー、ライブゲストの変遷

### 1955年 - 1958年
- 第1期クインテット・セクステット時期
  - ジョン・コルトレーン（サックス）
  - レッド・ガーランド（ピアノ）
  - ポール・チェンバース（ウッドベース）
  - フィリー・ジョー・ジョーンズ（ドラム）
  - キャノンボール・アダレイ（サックス）

### 1958年 - 1963年
- アルバム『カインド・オブ・ブルー』時期
  - ジョン・コルトレーン（サックス）（-1961年）
  - ポール・チェンバース（ウッドベース）
  - キャノンボール・アダレイ（サックス）
  - ビル・エヴァンス（ピアノ）（-1959年）
  - ジミー・コブ（ドラム）
  - ウィントン・ケリー（ピアノ）（1958年-）
  - ソニー・スティット（サックス）（1960年）
  - ハンク・モブレー（サックス）（1961年）

### 1963年 - 1968年
- 第2期クインテット時期
  - ジョージ・コールマン（サックス）（-1964年）
  - ハービー・ハンコック（ピアノ）
  - ロン・カーター（ウッドベース）
  - トニー・ウィリアムス（ドラム）
  - サム・リヴァース（サックス）(1964年）
  - ウェイン・ショーター（サックス）（1964年-）

### 1968年 - 1970年
- ロスト・クインテット時期
  - ウェイン・ショーター（サックス）
  - チック・コリア（キーボード）
  - デイヴ・ホランド（ウッドベース・エレクトリックベース）
  - ジャック・ディジョネット（ドラム）（1969年-）
  - トニー・ウィリアムス（ドラム）（1968年）
- アルバム『マイルス・イン・ザ・スカイ』（1968年）
  - ジョージ・ベンソン（エレクトリックギター） ※2曲目：Paraphernalia（W.Shorter）に参加

### 1970年
- アルバム『ビッチェズ・ブリュー』時期
  - ウェイン・ショーター（サックス）（-1970年春）
  - スティーヴ・グロスマン（サックス）
  - ゲイリー・バーツ（サックス）（1970年夏-）
  - ジョン・マクラフリン（エレクトリックギター）（不定期）
  - チック・コリア（キーボード）
  - キース・ジャレット（キーボード）
  - デイヴ・ホランド（ウッドベース・エレクトリックベース）
  - ジャック・ディジョネット（ドラム）
  - アイアート・モレイラ（パーカッション）
  - ベニー・モウピン（バスクラリネット）
  - ハーヴィー・ブルックス（エレクトリックベース）

### 1970年 - 1971年
- アルバム『ライヴ・イヴル』時期
  - ゲイリー・バーツ（サックス）
  - ジョン・マクラフリン（エレクトリックギター）（不定期）
  - キース・ジャレット（キーボード）
  - マイケル・ヘンダーソン（エレクトリックベース）
  - ジャック・ディジョネット（ドラム）（-1970年前期）
  - レオン・ンドゥグ・チャンクラー（ドラム）（1970年後期-）
  - ジム・ライリー（パーカッション）（-1970年初期）
  - アイアート・モレイラ（パーカッション）（-1970年前期）
  - ジェームズ・エムトゥーメ（パーカッション）（1970年後期-）
  - ドン・アライアス（パーカッション）（1970年後期-）

### 1972年 - 1973年
- アルバム『オン・ザ・コーナー』時期
  - カルロス・ガーネット（サックス）
  - レジー・ルーカス（エレクトリックギター）
  - セドリック・ローソン（キーボード）
  - マイケル・ヘンダーソン（エレクトリックベース）
  - アル・フォスター（ドラム）
  - ジェームズ・エムトゥーメ（パーカッション）
  - カリル・バラクリシュナ（シタール）
  - バダル・ロイ（タブラ）

### 1973年 - 1975年
- アルバム『ゲット・アップ・ウィズ・イット』『ダーク・メイガス』時期
  - デイヴ・リーブマン（サックス）（-1974年）
  - ソニー・フォーチュン（サックス）（1974年-1975年）
  - サム・モリソン（サックス）（1975年）
  - レジー・ルーカス（エレクトリックギター・リズムギター）
  - ピート・コージー（エレクトリックギター・リードギター）
  - マイケル・ヘンダーソン（エレクトリックベース）
  - アル・フォスター（ドラム）
  - ジェームズ・エムトゥーメ（パーカッション）
  - ロニー・リストン・スミス（キーボード）（-1973年初期）
  - カリル・バラクリシュナ（シタール）（-1973年初期）
  - バダル・ロイ（タブラ）（-1973年初期）

### 1975年
- アルバム『アガルタ』『パンゲア』（一時引退直前時期）
  - ソニー・フォーチュン（サックス）
  - レジー・ルーカス（エレクトリックギター・リズムギター）
  - ピート・コージー（エレクトリックギター・リードギター）
  - マイケル・ヘンダーソン（エレクトリックベース）
  - アル・フォスター（ドラム）
  - ジェームズ・エムトゥーメ（パーカッション）

### 1978年
- 一時引退時期
  - ラリー・コリエル（エレクトリックギター）（1978年）
  - 菊地雅章（キーボード）（1978年）
  - ジョージ・パヴリス（キーボード）（1978年）
  - T.M.スティーヴンス（エレクトリックベース）（1978年）
  - アル・フォスター（ドラム）（1978年）

### 1980年 - 1984年
- カムバック後 前期
  - ビル・エヴァンス（サックス）（第1期のピアノとは別人）
  - マイク・スターン（エレクトリックギター）（1980年-1983年）
  - ジョン・スコフィールド（エレクトリックギター）（1983年）
  - マーカス・ミラー（エレクトリックベース）
  - アル・フォスター（ドラム）（1980年-1984年）
  - ミノ・シネル（パーカッション）
- アルバム『ザ・マンウィズ・ザ・ホーン』（1981年）
  - バリー・フィナティー（エレクトリックギター）
  - サミー・フィゲロア（パーカッション）
- アルバム『スター・ピープル』（1983年）
  - トム・バーニー（エレクトリックベース）※3曲目「Speak」に参加
  - ギル・エバンス（アレンジ）

### 1984年 - 1986年
- カムバック後 中期
  - ボブ・バーグ（サックス）（1984年-1986年）
  - ジョン・スコフィールド（エレクトリックギター）（1984年-1985年）
  - ロバート・アーヴィング3世（キーボード）（1984年-1986年）
  - ダリル・ジョーンズ（エレクトリックベース）（1984年-1985年）
  - フェルトン・クルーズ（エレクトリックベース）（1986年）
  - アル・フォスター（ドラム）（1984年）
  - ヴィンセント・ウィルバーン（ドラム）（1985年-1986年）
  - スティーヴ・ソーントン（パーカッション）（1984年-1986年）
  - ロベン・フォード（エレクトリックギター）（1986年）
  - ガース・ウェッバー（エレクトリックギター）（1986年）
  - カルロス・サンタナ（エレクトリックギター）「アムネスティ・インターナショナルコンサート」ゲスト（1986年）
  - デイヴィッド・サンボーン（サックス）「モントゥルージャズフェスティバル」ゲスト（1986年）
  - ジョージ・デューク（キーボード）「モントゥルージャズフェスティバル」ゲスト（1986年）

### 1987年 - 1991年
- カムバック後 後期
  - ケニー・ギャレット（サックス）
  - リック・マーギッツァ（サックス）
  - フォーリー（4弦リードベース）
  - ロバート・アーヴィング3世（キーボード）（1987年-1988年）
  - アダム・ホルツマン（キーボード）
  - ケイ赤城（キーボード）
  - ダリル・ジョーンズ（エレクトリックベース）（1987年）
  - ベニー・リートヴェルド（エレクトリックベース）（1988年-1990年）
  - リチャード・パターソン（エレクトリックベース）（1990年-1991年）
  - リッキー・ウェルマン（ドラム）
  - マリリン・マズール（パーカッション）（1988年）
  - ムニュンゴ・ジャクソン（パーカッション）
  - エリン・デイヴィス（パーカッション）
  - ジョーイ・デフランセスコ（キーボード）※ノルウェーのグリーグホールで行われたコンサートに参加（1988年10月25日）
  - チャカ・カーン（ボーカル）「モントゥルージャズフェスティバル」ゲスト（1989年）
- テレビ番組「ナイト・ミュージック」にて共演（1989年）
  - マーカス・ミラー（エレクトリック・ベース）
  - デイヴィッド・サンボーン（サックス）
  - ドン・アライアス（パーカッション）

### 1991年
- ラスト・バンド
  - ケニー・ギャレット（サックス）
  - フォーリー（4弦リードベース）
  - デロン・ジョンソン（キーボード）
  - リチャード・パターソン（エレクトリックベース）
  - リッキー・ウェルマン（ドラム）

## ディスコグラフィ
※以下、Capitol、Blue note、Prestige、CBS、Warner Bros.はレコードレーベル名

### 1950年代
Capitol
- 『クールの誕生』 - Birth of the Cool（1949年-1950年録音。12インチ (30cm) LPとしての発売は1957年頃）

Blue note
- 10インチ (25cm) LPオリジナル・アルバム
  - 『ヤング・マン・ウィズ・ア・ホーン』 - Young Man With a Horn (1952年)
  - 『マイルス・デイヴィス Vol.2』 - Miles Davis Vol.2 (1953年)
  - 『マイルス・デイヴィス Vol.3』 - Miles Davis Vol.3 (1954年)
- 12インチ (30cm) LP編集盤（上記の10インチのアルバムを、別テイクを入れて再構成し、2枚にしたもの）
  - 『マイルス・デイヴィス・オールスターズ Vol.1』 - Miles Davis Vol.1 (1952年-1954年)
  - 『マイルス・デイヴィス・オールスターズ Vol.2』 - Miles Davis Vol.2 (1952年-1954年)

Prestige
- 『ディグ』 - Dig (1951年)
- 『ブルー・ヘイズ』 - Blue Haze (1954年)
- 『ウォーキン』 - Walkin' (1954年)
- 『バグス・グルーブ』 - Bags Groove (1954年)
- 『マイルス・デイヴィス・アンド・ザ・モダン・ジャズ・ジャイアンツ』 - Miles Davis and the Modern Jazz Giants (1954年)
- 『マイルス〜ザ・ニュー・マイルス・デイヴィス・クインテット』 - Miles (1955年)
- 『ザ・ミュージングス・オブ・マイルス』 - The Musings of Miles (1955年)
- 『ブルー・ムーズ』 - Blue Moods (1955年)
- 『クインテット / セクステット』 - Quintet / Sextet (1955年)
- 『クッキン』 - Cookin' (1956年)
- 『リラクシン』 - Relaxin' (1956年)
- 『スティーミン』 - Steamin' (1956年)
- 『ワーキン』 - Workin' (1956年)
- 『マイルス・デイビス・アンド・ホーンズ』 - Miles Davis and Horns (1951年-1953年)
- 『コレクターズアイテム』 - Collector's Item (1953年-1955年)

CBS
- 『ラウンド・アバウト・ミッドナイト』 - Round About Midnight (1955年-1956年)
- 『マイルス・アヘッド』 - Miles Ahead (1957年)
- 『マイルストーンズ』 - Milestones (1958年)
- 『1958マイルス』 - 1958Miles（日本編集盤）(1958年)
- 『ポーギー&ベス』 - Porgy And Bess (1958年)
- 『マイルス・デイヴィス・アット・ニューポート』 - Miles Davis at Newport (1958年) (ライブ盤)
- 『ジャズ・アット・ザ・プラザ』 - Jazz at the Plaza Vol.1 (1958年) (ライブ盤)
- 『カインド・オブ・ブルー』 - Kind of Blue (1959年)
- 『スケッチ・オブ・スペイン』 - Sketches of Spain (1959年)

### 1960年代
- 『サムデイ・マイ・プリンス・ウィル・カム』 - Someday My Prince Will Come  (1961年)
- 『ブラックホークのマイルス・デイビス』 - At the Blackhawk (1961年) (ライブ盤)
- 『マイルス・デイヴィス・アット・カーネギーホール』 - Miles Davis at Carnegie Hall (1962年) (ライブ盤)
- 『クワイエット・ナイト』 - Quiet Nights (1963年)
- 『セヴン・ステップス・トゥ・ヘヴン』 - Seven Steps to Heaven (1963年)
- 『マイルス・デイヴィス・イン・ヨーロッパ』 - Miles Davis in Europe (1963年) (ライブ盤)
- 『マイ・ファニー・ヴァレンタイン』 - My Funny Valentine (1964年)
- 『フォア&モア』 - Four & More (1964年) (ライブ盤)
- 『マイルス・イン・トーキョー』 - Miles in Tokyo (1964年) (1969年発売) (ライブ盤)
- 『マイルス・イン・ベルリン』 - Miles in Berlin (1964年) (ライブ盤)
- 『E.S.P.』 - E.S.P. (1965年)
- 『ライヴ・アット・ザ・プラグド・ニッケル』 - Live at the Plugged Nickel (1965年) (ライブ盤)
- 『マイルス・スマイルズ』 Miles Smiles (1966年)（1967年発売）
- 『ソーサラー』 - Sorcerer (1967年)
- 『ネフェルティティ』 - Nefertiti (1967年)
- 『マイルス・イン・ザ・スカイ』 - Miles in the Sky (1968年)
- 『キリマンジャロの娘』 - Filles De Kilimanjaro (1968年)
- 『イン・ア・サイレント・ウェイ』 - In a Silent Way (1969年)
- 『1969マイルス』 - 1969Miles (1969年) (1993年発売) (ライブ盤)
- 『ビッチェズ・ブリュー』 - Bitches Brew (1969年) (1970年発売)

### 1970年代
- 『ライヴ・アット・ザ・フィルモア・イースト』 - Live at the Fillmore East : It's About That Time (1970年) (2001年発売) (ライブ盤)
- 『ブラック・ビューティ』 - Black Beauty（日本編集盤）(1970年) (ライブ盤)
- 『マイルス・アット・フィルモア』 - Miles Davis at Fillmore (1970年) (ライブ盤)
- 『ライヴ・イヴル』 - Live=Evil (1970年-1971年) (ライブ盤)
- 『オン・ザ・コーナー』 - On the Corner (1972年)
- 『イン・コンサート』 - Miles Davis in Concert (1972年) (ライブ盤)
- 『ゲット・アップ・ウィズ・イット』 - Get Up With It (1970年-1974年)
- 『ダーク・メイガス』 - Dark Magus (1974年) (1977年発売) (ライブ盤)
- 『アガルタ』 - Agharta (1975年) (ライブ盤)
- 『パンゲア』 - Pangaea (1975年) (ライブ盤)

### 1980年代
カムバック後
- 『ザ・マン・ウィズ・ザ・ホーン』 - The Man With the Horn (1981年)
- 『ウィ・ウォント・マイルス』 - We Want Miles (1981年) (ライブ盤)
- 『マイルス!マイルス!マイルス!～マイルス・デイビス・ライヴ・イン・ジャパン'81』 - Miles! Miles! Miles!: Live in Japan '81 (1981年) (ライブ盤)
- 『スター・ピープル』 - Star People (1983年)
- 『デコイ』 - Decoy (1984年)
- 『ユア・アンダー・アレスト』 - You're Under Arrest (1985年)
- 『オーラ』 - Aura (1985年)

Warner Bros.
- 『TUTU』 - TUTU (1986年)
- 『アマンドラ』 - Amandla (1988年-1989年)

### 1990年代
- 『ライヴ・アット・モントルー』 - Miles & Quincy Live at Montreux (1991年) (ライブ盤)
- 『ライヴ・アラウンド・ザ・ワールド』 - Live Around the World (1987年-1991年) (1996年発売) (ライブ盤)
- 『ドゥー・バップ』 - Doo-Bop (1991年)

### 映画音楽
- 『死刑台のエレベーター』 - Ascenseur Pour L'Echafaud (Lift to the Scaffold) (1958年)
- 『ジャック・ジョンソン』 - A Tribute to Jack Johnson (1971年)
- 『シェスタ』 - Music From Siesta (1987年)
- 『ディンゴ』 - Dingo (1990年)
- 『コラテラル』 - Collateral (2004年)

### 編集盤
- 『サークル・イン・ザ・ラウンド』 - Circle in the Round (1955年-1970年)（1979年発売）
- 『ディレクションズ』 - Directions (1960年-1970年)（1980年発売）
- 『ウォーター・ベイビーズ』 - Water Babies (1967年-1968年)（1976年発売）
- 『ビッグ・ファン』 - Big Fun (1969年-1972年)（1974年発売）

### ボックスセット
- 『マイルス・デイヴィス 1955-1985』 - The Columbia Years 1955-1985 (1955年-1985年)（1988年発売）
- 『ザ・コンプリート・マイルス・デイヴィス&ギル・エヴァンス』 - Miles Davis and Gil Evans: The Complete Columbia Studio Recordings (1957年-1968年)（1996年発売）
- 『ザ・コンプリート・マイルス・デイヴィス&ジョン・コルトレーン 1955-1961』 - The Complete Columbia Recordings: Miles Davis & John Coltrane (1955年-1961年)（2000年発売）
- 『コンプリート・ブラックホーク』 - In Person Friday and Saturday Nights at the Blackhawk, Complete (1961年) (2003年発売) (ライブ盤)
- 『セブン・ステップス:ザ・コンプリート・マイルス・デイビス 1963-1964』 - Seven Steps: The Complete Columbia Recordings 1963-1964(1963年-1964年)（2004年発売）
- 『コンプリート・ライヴ・アット・プラグド・ニッケル1965』 - The Complete Live at the Plugged Nickel 1965 (1995年発売) (ライブ盤)
- 『ザ・コンプリート・マイルス・デイヴィス・クインテット 1965-1968』 - The Complete Columbia Studio Recordings 1965-1968 (1965年-1968年)（1998年発売）
- 『ザ・コンプリート・イン・ア・サイレント・ウェイ・セッションズ』 - The Complete in a Silent Way Sessions (1968年-1969年)（2001年発売）
- 『ザ・コンプリート・ビッチェズ・ブリュー・セッションズ』 - The Complete Bitches Brew Sessions (1969年-1970年)（1998年発売）
- 『ザ・コンプリート・ジャック・ジョンソン・セッションズ』 - The Complete Jack Johnson Sessions (1970年)（2003年発売）
- 『ザ・セラー・ドア・セッションズ1970』 - The Cellar Door Sessions 1970 (1970年) (2005年発売) (ライブ盤)
- 『ザ・コンプリート・オン・ザ・コーナー・セッションズ』 - The Complete on the Corner Sessions (1972年-1975年)（2007年発売）
- 『ザ・コンプリート・マイルス・デイヴィス・アット・モントルー1973-1991』 - The Complete Miles Davis at Montreux 1973-1991 (1973年-1991年) (2002年発売) (ライブ盤)

## 受賞歴
グラミー賞は、通算8回受賞、32回ノミネートされている。またアルバム11枚がグラミーの殿堂入りを果たし、本人には生涯功労賞が授与されている。その他、ハリウッド・ウォーク・オブ・フェーム(1998年)、死後15年経った2006年にロックの殿堂入りを果たし、授賞式でのプレゼンターは、マイルスとグループを共にしていたハービー・ハンコックが務めた。

### ジャズ部門 (グラミー賞)
- 最優秀オリジナル・ジャズ作曲賞 - Best Original Jazz Composition
  - 1960年 『スケッチ・オブ・スペイン 』- Sketches of Spain
- 最優秀大規模ジャズ・アンサンブル・アルバム賞 - Best Large Jazz Ensemble Album
  - 1970年  『ビッチェズ・ブリュー』- Bitches Brew
  - 1989年 『オーラ』- Aura
  - 1993年 『ライヴ・アット・モントルー』- Miles & Quincy Live at Montreux
- 最優秀ジャズ・インストゥルメンタル・ソロ賞 - Best Improvised Jazz Solo
  - 1982年 『ウィ・ウォント・マイルス』- We Want Miles
  - 1986年 『TUTU』- TUTU
  - 1989年 『オーラ』- Aura

### R&B部門 (グラミー賞)
- 最優秀R&B・インストゥルメンタル・パフォーマンス賞 - Best R&B Instrumental Performance
  - 1992年 『ドゥー・バップ』- Doo-Bop

### 特別賞 (グラミー賞)
- グラミーの殿堂
  - 1982年 『クールの誕生』- Birth of the Cool
  - 1992年 『カインド・オブ・ブルー』- Kind of Blue
  - 1994年 『マイルス・アヘッド』- Miles Ahead
  - 1999年 『ビッチェズ・ブリュー』- Bitches Brew
  - 1997年 『スケッチ・オブ・スペイン』- Sketches of Spain
  - 2000年 『ポーギー・アンド・ベス』- Porgy And Bess
  - 2001年 『イン・ア・サイレント・ウェイ』 - In a Silent Way
  - 2004年 『マイルストーンズ』- Milestones
  - 2014年 『リラクシン』- Relaxin'
  - 2016年 『マイルス・スマイルズ』- Miles Smiles
  - 2019年 『ラウンド・アバウト・ミッドナイト』- Round About Midnight
- グラミー生涯業績賞 - Grammy Lifetime Achievement Award
  - 1990年 受賞

### レオニー・ソニング音楽賞
デンマークによって、音楽的に著しい成果を上げた人物に対して贈られる賞である。主にクラシック奏者が受賞するため、マイルスの受賞は異例であった。
- 1984年 受賞

### オーストラリア映画テレビ芸術アカデミー賞
- 作曲賞
  - 1991年 『ディンゴ』- Dingo

## フィルモグラフィ

### 映画
- 『3人のゴースト』 (1988年) ※ストリート・ミュージシャン役でカメオ出演。
- 『ディンゴ』 (1990年) ※ビリー・クロス役で出演。
- 『MILES AHEAD』 (2016年) ※1970年代後半のマイルス・デイヴィスを描いた作品。[20]

### テレビ
- 「特捜刑事マイアミ・バイス」シーズン2の1エピソードにゲスト出演 (1986年)
- 『巨匠たちの青の時代 Miles Davis 帝王への扉を開けたサウンド』 （2011年12月33日、NHK BSプレミアム）[21]

### CM
- 三楽の焼酎 VAN（1985年）
- TDK カセットテープ（1990年）

## 関連文献
- 菊地成孔、大谷能生『M/D マイルス・デューイ・デイヴィスIII世研究』（エスクアイア・マガジン・ジャパン、2008年3月）ISBN 978-4872951141
- 菊地成孔、大谷能生『M/D マイルス・デューイ・デイヴィスIII世研究』上・下（河出文庫 河出書房新社、2011年8月5日）ISBN 978-4309410968 ISBN 978-4309411064
- マイルス・デイヴィス、クインシー・トループ 『マイルス・デイビス自叙伝』1・2（中山康樹訳、宝島社、1999年12月） ISBN 978-4796616829 ISBN 978-4796616836
- マイルス・デイヴィス、クインシー・トループ 『マイルス・デイビス自叙伝』（中山康樹訳、シンコーミュージック、2015年3月30日） ISBN 978-4401641192
- 『マイルスを聴け! Version8』（双葉社、2008年） ISBN 978-4-575-71350-3
- 中山康樹『新マイルスを聴け！アコースティック1945-1967』双葉社〈双葉文庫〉、2011年。ISBN 4575713805。
- フランク・アルカイヤー『マイルス・デイヴィス・リーダー　ダウンビート誌に残された全記録』（上西園誠訳、シンコーミュージック・エンタテイメント　2009年3月）ISBN 978-4401632688
- ジョン・スウェッド『マイルス・デイヴィスの生涯』（丸山京子訳、シンコーミュージック・エンタテイメント　2004年10月）ISBN 978-4401618897
- 小川隆夫『マイルス・デイヴィスの真実』（平凡社、2002年10月）ISBN 978-4582831276
- 小川隆夫『マイルス・デイヴィスコンプリート・ディスク・ガイド』（東京キララ社、2002年12月）ISBN 978-4575291612
- 『マイルス・デイヴィスとは誰か 「ジャズの帝王」を巡る21人』
小川隆夫・平野啓一郎共著、平凡社新書、2007年9月 ISBN 978-4582853926
- 中山康樹『マイルス・デイヴィス ジャズを超えて』講談社現代新書、2000年2月 ISBN 4-06-149490-2
- 中山康樹『マイルス・デイヴィス 奇跡のラスト・イヤーズ』小学館〈小学館101新書〉、2010年。ISBN 4098250942。
- ポール・メイハー、マイケル・ドーア『マイルス・オン・マイルス マイルス・デイヴィス インタヴュー選集』宝島社、2011年。ISBN 4796676724。
- アシュリー・カーン『マイルス・デイヴィス「カインド・オブ・ブルー」創作術 モード・ジャズの原点を探る』（川嶋文丸訳、DU BOOKS、2014年） ISBN 9784907583224
- ジャズ批評編集部 編『定本マイルス・デイヴィス』松坂〈ジャズ批評ブックス〉、1999年。ISBN 4915557022。
- ジャズ批評編集部 編『JAZZトランペット』松坂〈ジャズ批評ブックス〉、2001年、80-81頁。ISBN 491555709X。
- ジャズ批評編集部 編『決定版ブルーノート・ブック 〜史上最強のジャズ・レーベルのすべて〜』松坂〈ジャズ批評ブックス〉、1999年、65,69,77,99頁。ISBN 4915557014。